# Society for the Prevention of Calling Sleeping Car Porters „George”
Society for the Prevention of Calling Sleeping Car Porters „George” (w tłumaczeniu z ang. Towarzystwo Zapobiegania Nazywaniu Portierów Wagonów Sypialnianych „George”, w skrócie SPCSCPG) – założona w 1914 przez Georga W. Dulany’ego organizacja będąca żartem. Członkostwo było dostępne dla wszystkich, którzy mieli na imię lub nazwisko „George”. Wśród pierwszych członków znaleźli się George Dewey, pierwszy prezydent organizacji, a także pisarz George Ade. Sekretarka Dulany’ego wypełniła i wysłała ponad 45 tysięcy kart członkowskich do osób o imieniu „George” na całym świecie, zanim Dulany wycofał się z życia publicznego.

## Uzasadnienie powstania i historia organizacji
W czasach założenia organizacji (tj. początek XX wieku) portierzy wagonów sypialnych w Stanach Zjednoczonych byli powszechnie określani imieniem „George”, niezależnie od ich rzeczywistego imienia i nazwiska (w języku angielskim „George” może być zarówno imieniem, jak i nazwiskiem). Przydomek ten mógł wywodzić się od imienia George’a Pullmana z firmy Pullman Company, która swego czasu produkowała i obsługiwała dużą część wszystkich wagonów sypialnych w Ameryce Północnej. Portierzy byli prawie wyłącznie czarnoskórzy, a praktyka ta prawdopodobnie wywodziła się ze starego zwyczaju nazywania niewolników imionami ich panów, w tym przypadku portierzy byli uważani za służących George’a Pullmana.
W szczytowym momencie stowarzyszenie miało 31 000 lub 33 000 członków. Uznaje się, że członkami było kilku wybitnych George’ów, w tym król Wielkiej Brytanii Jerzy V, amerykański baseballista George Herman „Babe” Ruth, senator stanu Georgia Walter F. George i francuski polityk Georges Clemenceau.